# Agallissus melaniodes
Agallissus melaniodes é uma espécie de coleóptero da tribo Agallissini (Cerambycinae), com distribuição em Honduras e México.

## Sistemática
- Ordem Coleoptera
  - Subordem Polyphaga
    - Infraordem Cucujiformia
      - Superfamília Chrysomeloidea
        - Família Cerambycidae
          - Subfamília Cerambycinae
            - Tribo Agallissini
              - Gênero Agallissus
                - A. melaniodes (Dalman, 1823)